# Eric Castel
Eric Castel (Éric Castel) es una serie de historietas francobelga de temática deportiva creada por Raymond Reding y Françoise Hugues en 1974, cuyo protagonista homónimo es un futbolista profesional francés que, a lo largo de su carrera, juega en el Inter de Milán, el París Saint-Germain y sobre todo el FC Barcelona.

## Origen de la serie
El origen de la serie se halla en una aventura de 44 páginas que Raymond Reding realizó para la revista alemana Zack en 1974 con motivo del Campeonato Mundial de Fútbol de Alemania. La historia con el título Ein Fußballheld wird geboren comenzó a publicarse el número 24 de la revista, el 6 de junio de 1974, con el inicio del torneo mundial. El protagonista juega en el equipo de la empresa donde trabaja en Dusseldorf. A partir de esa historia, se creará la serie Eric Castel. Un agente de jugadores conseguirá que fiche por el Barcelona Amateur, en cuyo primer equipo juega Johann Cruyff. Según cuentan en el primer álbum de la colección no se queda en el primer equipo y se va al Inter de Milán. Tras un amistoso contra el Barça el club catalán lo contrata de nuevo para sustituir a Cruyff en el primer equipo.
Esta historieta fue publicada en España por Bruguera en el Mortadelo Gigante Vacaciones del verano de 1974 con el título A las puertas de Múnich; en ella el personaje protagonista recibía el nombre de Walter Müller. La versión neerlandesa sería publicada en álbum por Helmand con el título De held van de grasmat en 1975.

## Trayectoria editorial
A partir de 1979, sería publicada, ya con su título habitual, en la francesa Súper As. En España ha sido editada, tanto en castellano como en catalán, por Grijalbo en su momento y desde 2008 por Norma.

## Argumento
Eric Castel se lesiona mientras juega en el Inter, y para relanzar su carrera futbolística, ficha por el FC Barcelona. Una vez en la ciudad condal, conoce a un grupo de jóvenes capitaneados por el chico llamado Pablito Varela.
Durante varias temporadas, y diferentes aventuras, Castel juega en el Barça (volumen 1 al 7) y consigue diferentes títulos y el cariño de la afición culé, hasta que decide fichar por el París Saint-Germain (volumen 8 y 9). Dos temporadas allí y una buena amistad con una tenista profesional son suficientes para que Castel decida volver a jugar en el Barça (volumen 10 al 15).

## Álbumes
- Volumen 1: Éric et les Pablitos (1979)
- Volumen 2: Match retour ! (1979)
- Volumen 3: Coup dur ! (1980)
- Volumen 4: Droit au but ! (1981)
- Volumen 5: L'Homme de la tribune F (1981)
- Volumen 6: Le Secret de Pablito (1982)
- Volumen 7: La Nuit de Tibidabo (1983)
- Volumen 8: La Grande décision (1984)
- Volumen 9: Les Cinq Premières Minutes (1984)
- Volumen 10: Pari gagné (1985)
- Volumen 11: Le Plan de l'Argentin (1986)
- Volumen 12: La Maison du cormoran (1987)
- Volumen 13: Du côté de l'Alfa (1989)
- Volumen 14: Cinquième but pour Lille ! (1990)
- Volumen 15: Le Message du Maltais (1992)